# Fons van Wieringen
Alphonsus Maria Leo (Fons) van Wieringen (Oude Wetering, 19 april 1946 – Den Haag, 16 september 2017) was een Nederlands onderwijskundige.

## Levensloop
Fons van Wieringen studeerde sociale wetenschappen aan de Radboud Universiteit Nijmegen en vergelijkende onderwijswetenschappen aan de University of Chicago. Hij promoveerde in 1975 aan de Universiteit van Amsterdam op een proefschrift over de identiteit van het hoger beroepsonderwijs. Gedurende acht jaar was hij directeur voorbereiding beleid voortgezet onderwijs bij het Ministerie van Onderwijs en Wetenschappen. Vanaf 1985 was hij hoogleraar onderwijskunde, in het bijzonder beleid, bestuur en beheer, aan de Universiteit van Amsterdam. Hij was lid van de Sociaal-Wetenschappelijke Raad van de Koninklijke Nederlandse Akademie van Wetenschappen.

## Belangrijkste functies
- decaan van de Faculteit Pedagogische en Onderwijskundige Wetenschappen van de Universiteit van Amsterdam (1990-1994);
- directeur van de Nederlandse School voor Onderwijsmanagement (1989-2000);
- voorzitter (en mede-initiatiefnemer) van het European Network for Improving Research and Development in Educational Management  (1993-1995);
- directeur van het Max Goote Kenniscentrum voor Beroepsonderwijs en Volwasseneneducatie;
- lid/plaatsvervangend voorzitter van het bestuur van het Aloysius College te Den Haag (1992-1998);
- lid/plaatsvervangend voorzitter van de raad van toezicht Regionaal Opleidingencentrum Mondriaan Den Haag-Delft (1999-2008).
- voorzitter van de raad van toezicht van Stichting Nederlands Onderwijs in het Buitenland (2012)
- voorzitter van de raad van toezicht van het Nationaal Onderwijsmuseum (2010 - 2016)

Van 2001 tot en met 2010 was Van Wieringen voorzitter van de Onderwijsraad. Onder zijn leiding heeft de raad tal van gezaghebbende adviezen gegeven aan de bewindslieden van het Ministerie van Onderwijs, Cultuur en Wetenschap. Vanuit deze functie was hij van 2004 tot 2006 voorzitter van het EUNEC (European Network of Education Councils). Daarnaast was hij onder meer voorzitter van de Commissie Onderwijs en Ondernemerschap, voorzitter van de Werkgroep Onderwijs van de nationale UNESCO-commissie, lid van de Raad van het International Bureau of Education van de UNESCO te Genève en van de Stuurgroep van deze organisatie (2006-2009). Hij was voorzitter van de jury voor de Alfabetiseringsprijs en lid van de jury voor de Leraar van het jaar (2008 en 2009).
Bij zijn afscheid als voorzitter van de raad werd Van Wieringen benoemd tot officier in de Orde van Oranje-Nassau.
Hij was voorzitter van de landelijke Jury Excellente Scholen, voorzitter van de Commissie Fusietoets Onderwijs (CFTO), voorzitter van de Raad van Toezicht van het Nationaal Onderwijsmuseum (NOM) en voorzitter van de Raad van Toezicht van de Stichting Nederlands Onderwijs in het Buitenland (NOB).

## Belangrijkste publicaties
- Wieringen, A.M.L. van (1996). Onderwijsbeleid in Nederland. Alphen aan den Rijn: Samsom Tjeenk Willink.
- Wieringen, A.M.L. (1999). Scenario planning for vocational and adult education. European Journal of Education, 34(2), 153-175.
- Wieringen, A.M.L. van (2001). Our Colleges. In J. Huisman, P. Maassen & G. Neave (eds.), Higher Education and the Nation State. Oxford: Pergamon Press.
- Wieringen, A.M.L. van, Sellin, B. & Schmidt, G. (2001). Uncertainties in education: Scenarios and strategies for vocational education in Europe. Amsterdam/ Thessaloniki.
- Ax, J. & Wieringen, A.M.L. van (2002). Exploraties naar samengestelde kwaliteitspercepties in het onderwijs. Pedagogisch Tijdschrift, 27(winter), 227-295.
- Houtkoop, W. & Wieringen, A.M.L. (red.) (2002). De omgeving van het beroepsonderwijs. Den Haag: Elsevier.
- Wieringen, A.M.L. van, Ax, J., Karstanje, P.N. & Voogt, J.C. (2004). Organisatie van scholen. Leuven-Amersfoort: Garant.
- Wieringen, A.M.L. van (2005). De opvoedende universiteit. In Sjoerd Karsten en Peter Sleegers (red.), Onderwijs en ongelijkheid: grenzen aan de maakbaarheid? (109-124). Antwerpen-Apeldoorn: Garant.
- Wieringen, A.M.L.van & Houtkoop, W. (red.) (2005). Ontwerpeisen aan het Beroepsonderwijs. Den Haag: Reed Business.
- Houtkoop, W. & Wieringen, A.M.L. van (2005). Het ontwerpen van beroepsonderwijs. In Fons van Wieringen en Willem Houtkoop (red.), Ontwerpeisen aan het Beroepsonderwijs (5-16). Den Haag: Reed Business.
- Wieringen, A.M.L. van (2007). Naar een nieuw onderliggend leerplan. Nederlands Tijdschrift voor Onderwijsrecht en Onderwijsbeleid, 19(2), 63-82.
- Houtkoop, W., Karsten, S. & Wieringen, A.M.L. van (red.)(2008). Controverse en perspectief in het beroepsonderwijs. Antwerpen-Apeldoorn: Garant.

Verder publiceerde hij:
- Wieringen, A.M.L. van (2006). Jan van Wieringhen (1715-1765), burgemeester van Wijk bij Duurstede. ‘Ik heb U al besorgt ter plaatse daar gij weesen moet’. Het Kromme-Rijngebied. Tijdschrift van de Historische Kring ‘Tussen Rijn en Lek’, 40(1/2), 6-27.
- Meijer, P.D. & Wieringen, A.M.L.van (2008). Jan van Wieringen, een 17de-eeuwse genealoog en heraldicus, en zijn familie. Gens Nostra,63(10), 621-635; 63(11), 746-760.